# Heckgalgen

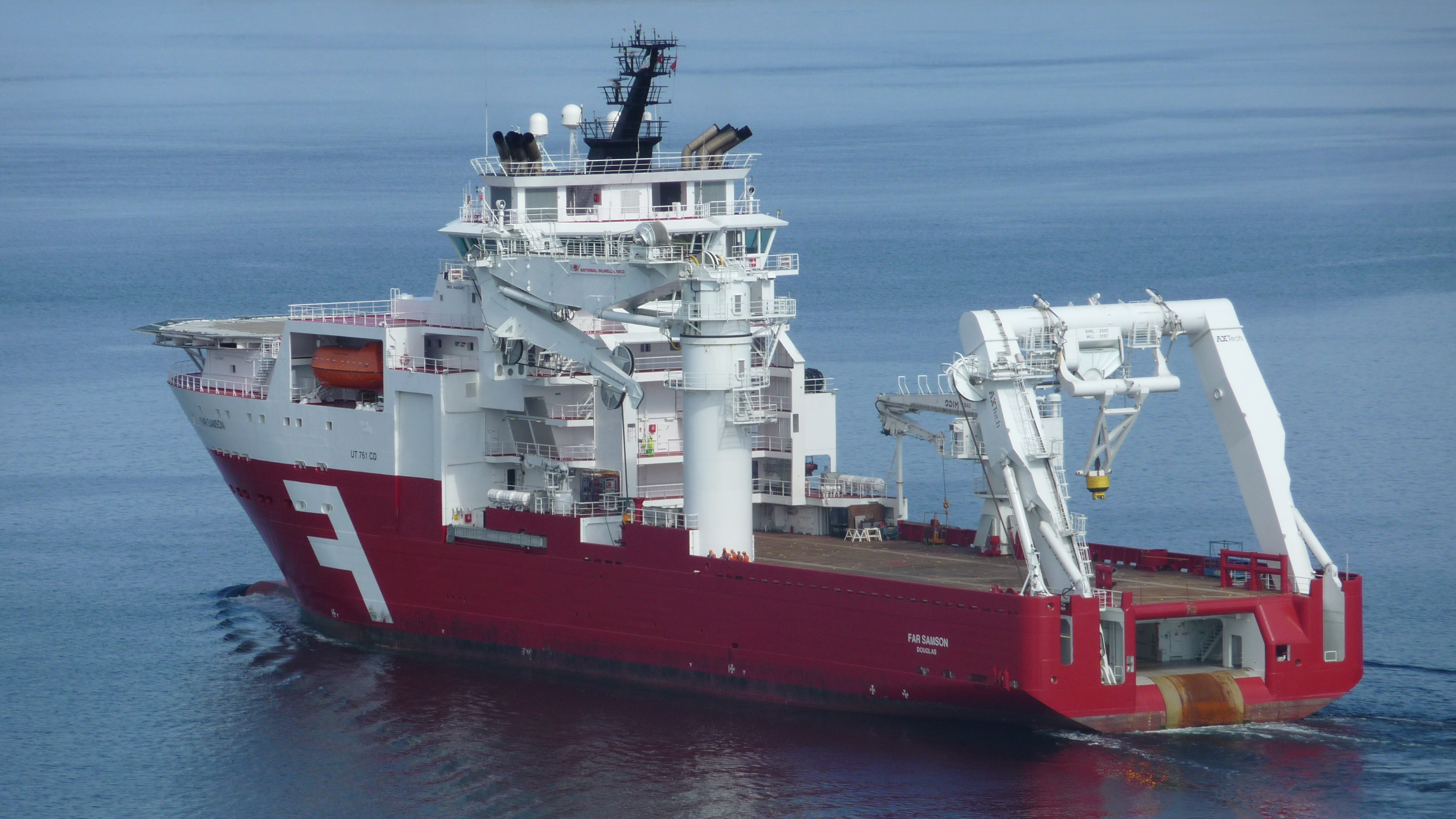
Heckgalgen am Heck der Far Samson

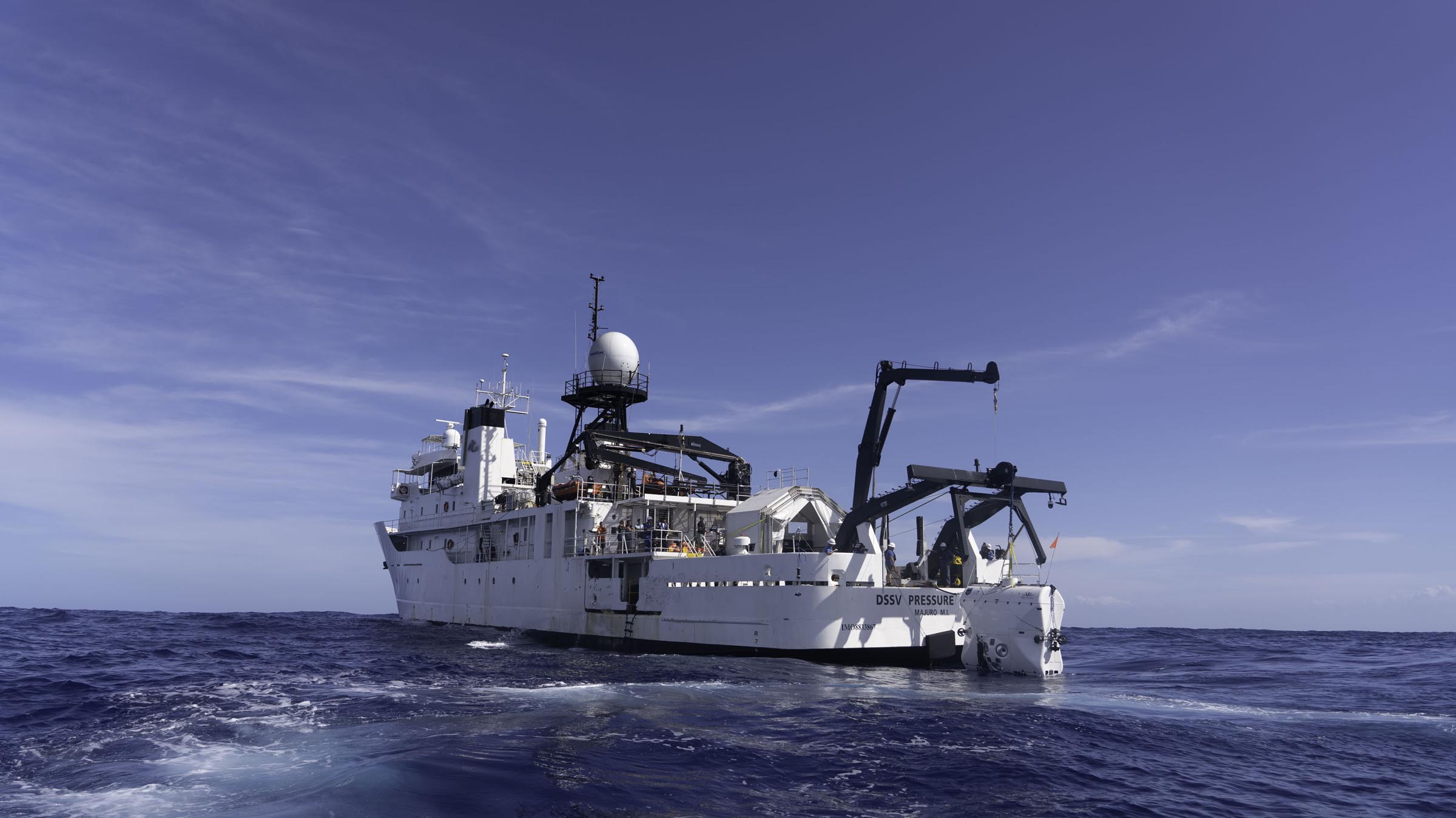
Das Tauchboot Limiting Factor am Heckgalgen des Mutterschiffs Pressure Drop

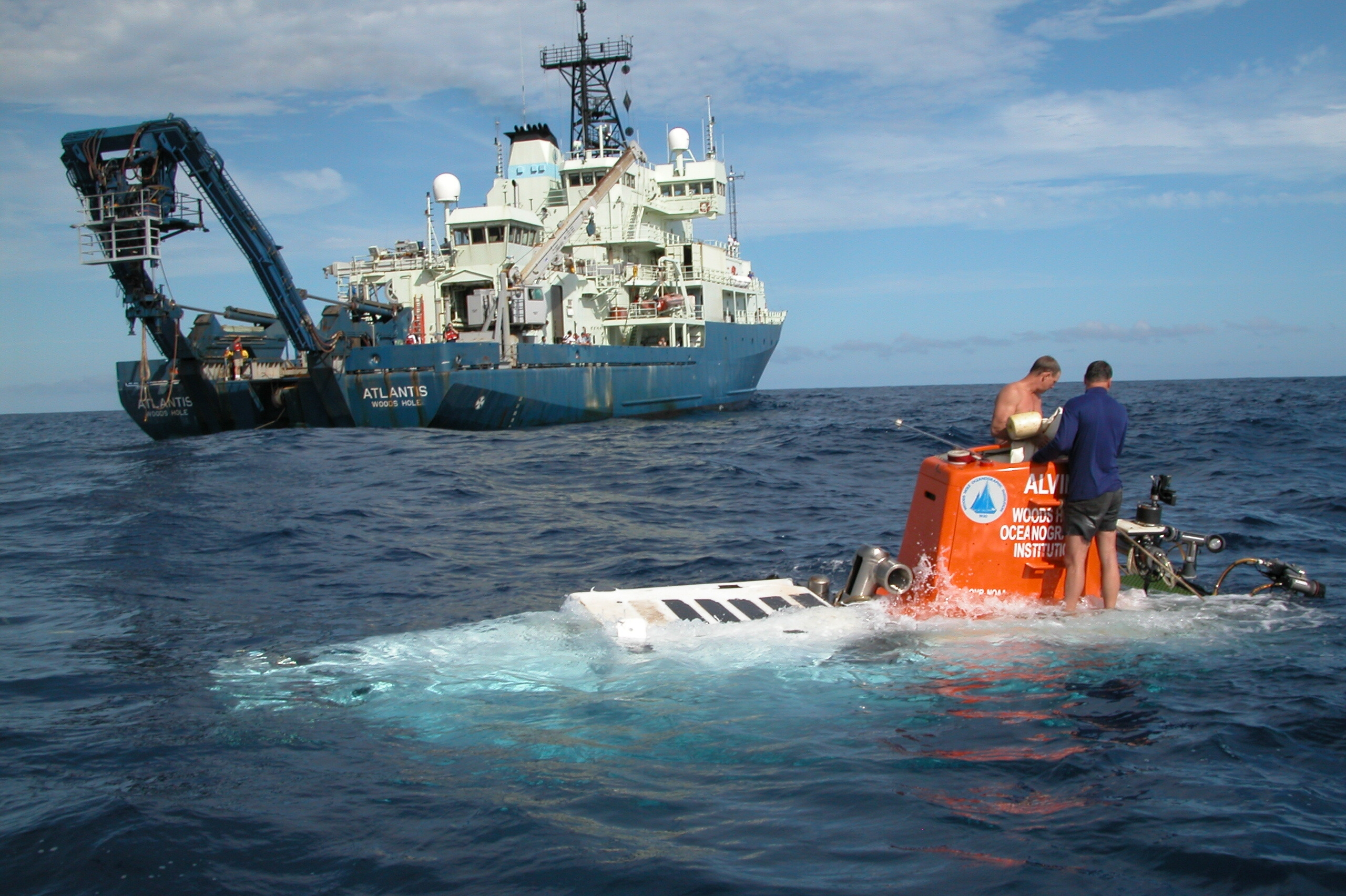
Forschungsschiff R/V Atlantis mit U-Boot Alvin

Als Heckgalgen werden bewegliche Hebesysteme an Schiffen bezeichnet. Im Englischen werden Heckgalgen aufgrund ihres Aussehens als A-Frame bezeichnet. Sie dienen dem Aufnehmen und Aussetzen von Gegenständen sowie zur Unterstützung von Unterwasserarbeiten.
Der Heckgalgen besteht aus zwei beweglich an der Kante des Schiffsdecks angebrachten Stützen, die am oberen Ende durch eine Querstrebe verbunden sind. In der Mitte der Strebe befindet sich eine eigene Winde oder ein Umlenkrolle, die mit anderen an Bord installierten Winden verbunden ist. Diese Konstruktion lässt sich mithilfe von Hydraulikzylindern außenbords oder innerbords schwenken. Auf diese Weise lassen sich Gegenstände aufnehmen oder aussetzen bzw. Unterwasserarbeiten unterstützen.
Heckgalgen für schwere Lasten sind üblicherweise am Heck angebracht. Es gibt aber auch kleinere Hebesysteme des Typs, z. B. zum Aussetzen und Aufnehmen von Unterwasserrobotern, die auch seitlich installiert sein können. Heckgalgen können auch je nach vorgesehener Mission installiert oder wieder abgenommen werden.